# 가이 밀러드
가이 엘윈 밀라드 경 (Sir Guy Elwin Millard, 1917년 1월 22일 ~ 2013년 4월 26일)는 수에즈 위기에 깊이 관여했으며, 이후 헝가리, 스웨덴, 이탈리아 주재 대사를 지낸 영국 외교관이다.

## 경력
가이 엘윈 밀라드는 윅센포드, 차터하우스 스쿨, 펨브로크 칼리지에서 교육을 받았다. 그는 1939년에 외무부에 입사했지만, 제2차 세계 대전 중에는 영국 해군에서 복무했다.
밀라드는 전쟁 중 앤서니 이든의 하급 비서였고, 이든이 1955년 영국 총리가 되자 밀라드가 외무부에서 외무 담당 개인 비서로 파견되도록 주선했다. 이로 인해 그는 1956년 수에즈 위기에 깊이 관여했다. 이후 그는 이 사건에 대한 상세한 역사를 작성했으며, 그 편집본은 국립 공문서관에 보관되어 있다.
밀라드는 1967년부터 1969년까지 헝가리 대사를 역임했고, 1970년부터 1971년까지 워싱턴 D.C.의 공사였으며, 1971년부터 1974년까지 스웨덴 대사, 1974년부터 1976년까지 이탈리아 대사였다. 외교부에서 은퇴한 후 그는 1977년부터 1983년까지 영국-이탈리아 협회 회장을 지냈다.
밀라드는 1957년 신년 서훈에서 CMG를 수여받았고, 1961년에는 당시 밀라드가 주재하고 있던 이란을 엘리자베스 2세 여왕이 국빈 방문한 것을 계기로 CVO를 수여받았다. 그는 1972년 신년 서훈에서 KCMG로 기사 작위를 받았다. 이탈리아 정부는 1981년에 그에게 공로장 대장군(Grand Officer)을 수여했다.